# Restiosporium hypolaenae
Restiosporium hypolaenae är en svampart som beskrevs av Vánky 2006. Restiosporium hypolaenae ingår i släktet Restiosporium och familjen Websdaneaceae.   Inga underarter finns listade i Catalogue of Life.